# Emilie Mataja
Emilie Mataja, pseudonym Emil Marriot, född 20 november 1855 i Wien, död där 5 maj 1938, var en österrikisk författare; syster till Viktor Mataja.
Mataja skrev satiriska och svårmodiga skildringar från Österrike, bland annat Der geistliche Tod (1884, många upplagor; "Förbjuden kärlek. En katolsk prests lefnadssaga", 1894).